# Plextor
Il marchio Plextor (プレクスター) è molto conosciuto per i masterizzatori di compact disc e DVD.
Il marchio è utilizzato per tutti prodotti di Electronic Equipment Division and Printing Equipment Division di Shinano Kenshi. Il marchio all'inizio era conosciuto come TEXEL, dal quale nome fu introdotto il primo lettore per dischi ottici (CD-ROM) nel 1989. Il marchio è usato per masterizzatori CD, DVD, dischi rigidi, dischi rigidi portatili, Personal Video Recorder, lettori di floppy disk e chiavi USB. Dal 2009, la produzione è stata diversificata con l'introduzione di dischi SSD, aventi interfaccia SATA o PCI Express. Attualmente non produce lettori per dischi ottici.

## Prodotti

### Masterizzatori Blu-ray
- PX00A